# PlayStation Blog
PlayStation Blog (également stylisé PlayStation.Blog) est un blogue axé sur la marque et les consoles de jeu PlayStation. Lancé le 11 juin 2007, il fait partie du PlayStation Network. Le blogue propose souvent des interviews exclusives avec de grandes sociétés de jeux vidéo telle Square Enix, ainsi que des messages de cadres haut placés au sein de Sony Interactive Entertainment, tel que son PDG Jack Tretton. Le blogue organise également des activités et des événements pour les utilisateurs de PlayStation aux États-Unis.

## Historique
Une version européenne du PlayStation Blog, connue sous le nom PlayStation Blog Europe, est lancée le 28 mai 2009,. Les utilisateurs d'iOS et Android sont en mesure de lire le blogue européen sur leurs appareils mobiles via l'application officielle PlayStation. Une nouvelle section du PlayStation Blog nord-américain appelée PlayStation Blog Share est lancée le 17 mars 2010, elle permet aux lecteurs de soumettre des idées à l'équipe du PlayStation Blog sur tout sujet lié à la marque PlayStation et de voter sur toute proposition soumise,.
Le blogue fait peau neuve le 14 mars 2011, le site est remanié en fonction des catégories les plus populaires de l'ancien blog. La nouvelle conception du site est également utilisée pour célébrer le 4e anniversaire du PlayStation Blog.

## Rédacteurs

### Amérique du Nord
- Sid Shuman : Social Media Manager[SO 8]
- Justin Massongill: Social Media Specialist[SO 9]
- Ryan Clements
- Nick Suttner

### Europe
- Charlotte Large : Contributing Editor, SCEE[SO 10]
- Olga Puzanova : Senior Manager, EU Marketing et Programming, SCEE[SO 11]
- Nina Scherer : SingStar Content Manager, London Studios[SO 12]
- James Gallagher : Blog manager
- Ross McGrath : PlayStation Store Team
- Jem Alexander : Social Media (départ en 2009)

### Brésil
- Fabio Santana : Blog Manager
- Vinícius Lima : Blog Writer
- Felipe Azevedo : Blog Manager

### Amérique latine
- Lorenzo Grajales : Blog Manager
- Joelle Messianu : Blog Manager

### Site officiel (SO)
1. ↑  Patrick Seybold, « Welcome, You’ve Been Waiting », PlayStation Blog, 11 juin 2007 (consulté le 25 mars 2010)
2. ↑  Chris Morell, « Final Fantasy XIII Your Questions Answered », PlayStation Blog, 12 février 2010 (consulté le 25 mars 2010)
3. ↑  Jack Tretton, « Welcome to the PlayStation Nation », PlayStation Blog, 19 octobre 2009 (consulté le 25 mars 2010)
4. ↑  Charlotte Large, « Welcome, You’ve Been Waiting », PlayStation Blog Europe, 28 mai 2009 (consulté le 25 mars 2010)
5. ↑  Emmanuel Orssaud, « The Official PlayStation App, Coming Soon To iPhone And Android Handsets », PlayStation Blog Europe, Sony Computer Entertainment Europe, 16 décembre 2010 (consulté le 19 décembre 2010)
6. ↑  Patrick Seybold, « Introducing PlayStation Blog Share », PlayStation Blog, 17 mars 2010 (consulté le 25 mars 2010)
7. ↑  Jeff Rubenstein, « Introducing The New-Look PlayStation.Blog », PlayStation Blog, Sony Computer Entertainment, 14 mars 2011 (consulté le 15 mars 2011)
8. ↑  Sid Shuman, « Sid Shuman - PlayStation Blog », PlayStation Blog (consulté le 25 mars 2010)
9. ↑  Justin Massongill, « Justin Massongill - PlayStation Blog », PlayStation Blog (consulté le 19 juin 2013)
10. ↑  Charlotte Large, « Charlotte Large – PlayStation Blog Europe », PlayStation Blog Europe (consulté le 25 mars 2010)
11. ↑  Olga Puzanova, « Olga Puzanova – PlayStation Blog Europe », PlayStation Blog Europe (consulté le 25 mars 2010)
12. ↑  Nina Scherer, « Nina Scherer – PlayStation Blog Europe », PlayStation Blog Europe (consulté le 25 mars 2010)